# 정필모
정필모(鄭必模, 1958년 6월 3일~)는 대한민국의 KBS 부사장 등을 지낸 언론인 출신 정치인이다. 제21대 국회의원이다.

## 학력
- 천안중앙고등학교
- 한국외국어대학교 문학사
- 성균관대학교 대학원 정치학 석사, 언론학 박사

## 경력
- 1987: KBS 보도본부 기자
- 2006.12~2008.03: KBS 보도본부 경제과학팀 팀장
- 2008.04~2008.09: KBS 보도본부 1TV 뉴스제작팀 팀장
- 2008.09~2013.03: KBS 보도본부 해설위원
- 2013.04~2016.04: KBS 보도본부 앵커
- 2018.04~2020.02: KBS 부사장
- 2020년 4월 15일: 대한민국 제21대 국회의원 선거 당선(비례대표, 더불어시민당, 초선)
- 2020.09~2022.10: 더불어민주당 정책위원회 상임부의장
- 2020.09~2024.10: 더불어민주당 정보통신특별위원회 위원장
- 2021.05~2024.05: 더불어민주당 미디어혁신특별위원회 위원
- 2025.04~: 대한민국헌정회 과학기술정보방송통신위원회 위원장

### 의정 활동
- 2020.05~2024.05: 제21대 국회의원(비례대표, 더불어시민당→더불어민주당, 초선)
  - 2020.06~2022.05: 제21대 국회 전반기 과학기술정보방송통신위원회 위원
  - 2021.11~2022.05: 제21대 국회 언론미디어제도개선 특별위원회 위원
  - 2022.07~2024.05: 제21대 국회 후반기 과학기술정보방송통신위원회 위원

## 진행

### 과거 텔레비전
- 경제전망대(KBS 1TV, KBS 2TV)
- 미디어 인사이드(KBS 1TV)

## 저서
- 달러의 역설(2015년)

## 역대 선거 결과
| 실시년도 | 선거   | 대수 | 직책     | 선거구   | 정당         | 득표수      | 득표율          | 순위         | 당락 | 비고 |
| -------- | ------ | ---- | -------- | -------- | ------------ | ----------- | --------------- | ------------ | ---- | ---- |
| 2020년   | 총선   | 21대 | 국회의원 | 비례대표 | 더불어시민당 | 9,307,112표 | \| \| 33.35% \| | 비례대표 8번 |      | 초선 |
|          | 33.35% |      |          |          |              |             |                 |              |      |      |

## 소속 정당
| 소속 정당 | 소속 정당    | 소속 기간 | 비고      |
| --------- | ------------ | --------- | --------- |
|           | 더불어시민당 | 2020      | 정계 입문 |
|           | 더불어민주당 | 2020~현재 | 합당      |

## 같이 보기
- 대한민국 제21대 국회의원 선거 더불어시민당 후보 목록#비례대표